# Ерих Лудендорф
Ерих Фридрих Вилхелм Лудендорф (на немски: Erich Friedrich Wilhelm Ludendorff) е германски офицер (генерал-полковник) и автор на концепцията за тоталната война.
От началото на Първата световна война е началник-щаб на Паул фон Хинденбург, като с победата си в битката при Таненберг над Руската имперска армия получава световна известност. От август 1916 г. е практически ръководител на всички военно-стратегически операции на Германската имперска армия, а с това и на войските на Централните сили.
След края на Първата световна война заедно с Адолф Хитлер взима участие в Бирения пуч през 1923 г., но разочарован от следвоенното развитие и обществен живот във Ваймарската република, от 1928 г. се оттегля, изразявайки несъгласие с партията на националсоциалистите. Вече не одобрява Хитлер и започва да го третира просто като още един манипулативен политик и дори по-лошо.

## Биография
Лудендорф е роден на 9 април 1865 г. в село Крушевня в провинция Позен, Кралство Прусия (днес в Познански окръг, Полша). Той е син на беден земевладелец и капитан от кавалерията от Померания. Майка му е от аристократично военно потекло. Прекарва стабилно и безгрижно детство, израствайки в семейната ферма. Започва да учи с леля си по майчина линия, като показва особено добри резултати по математика, също както и по-малкият му брат Ханс който става астроном.
Лудендорф завършва училище за кадети и става пехотен офицер. Благодарение на изключителните си военни качества скоро е включен в щаба. През 1908 г. му е поверено командването на Втори отдел в генералния щаб на армията, чиято отговорност е подготовката за мобилизация при непредвидими спешни случаи. Под ръководството на началник-щаба, генерал Хелмут фон Молтке, Лундендорф изиграва значителна роля в съставянето на плана Шлифен в навечерието на Първата световна война. Той предвижда голямо заобикалящо движение през неутрална Белгия с цел Франция да бъде разгромена с един удар. Молтке и Лудендорф решават да укрепи южния фланг между Швейцария и Лотарингия. Те също отхвърлят идеята за проникване през южната част на Холандия и вместо това се подготвят за изненадващо превземане на Лиеж, която е най-важната крепост в източната част на Белгия и често характеризирана като „непревземаема“.
В Германия върховната политическа и военна власт по традиция принадлежи на главнокомандващия и на императора, а от офицерите от генералния щаб не се очаква да се занимават с политика. Лудендорф обаче нарушава традицията, предприемайки кампания, насърчаваща подсилването на армията, както чрез хора, така и чрез оборудване, която генералният щаб възприема много добре с оглед на надпреварата във въоръжаването в Европа. Контактът му с крайните националистически политически кръгове, които подкрепят въоръжаването, го убеждава, че ако политиката се влияе от „силни мъже“, то победоносната война е в кърпа вързана.
Изключително дейният началник на отдела започва да дразни военните власти и през 1913 г. Лудендорф е прехвърлен в пехотата като командир на полк. Когато избухва войната през 1914 г., той е назначен за началник на доставките и администрация на Втора армия на западния фронт. Когато две руски армии застрашават германската Осма армия в Източна Прусия, Лудендорф е назначен за началник-щаб на 8-а. Лудендорф е динамичен, понякога суров, а по време на криза започва да нервничи, работи с генерал Паул фон Хинденбург, който е известен с уравновесеността си и железните си нерви. Все пак, Лудендорф разглежда проблемите, пред които е изправен, като трудни, но никога неразрешими.
Зрелищната победа на Хинденбург и Лудендорф над руснаците през август 1914 г. при Таненберг е последваната от германска загуба при Марна на западния фронт, която сигнализира за провала на плана Шлифен, изготвян от Лудендорф. В продължение на две години Хинденбург и Лудендорф се сражават срещу руснаците на източния фронт. Планът на Лудендорф за общо настъпление срещу Русия чрез временно заемане на войски от западния фронт не получава одобрение от върховното главно командване през лятото на 1915 г.
Едва през август 1916 г., след провала на германската офанзива при Вердюн и след съюзническите яростни атаки по двата фронта императорът позволява на двамата генерали да поемат военното главно командване. Те се опитват да водят тотална война, мобилизирайки всички войски на разположение. Лудендорф залага всичко на карта в упорито преследване на победоносния мир, който да осигури германските териториални придобивки на изток и на запад. През 1917 г. той одобрява неограничената подводна война срещу британците, която довежда до включването на САЩ във войната срещу Германия, но така и не успява да сломи Великобритания. След като руският цар е детрониран през март 1917 г., Лудендорф приветства завръщането на руските болшевишки емигранти, надявайки се да убеди руснаците да искат примирие. Хинденбург и Лудендорф също уреждат уволняването на канцлера Теобалд фон Бетман-Холвег, надявайки се, че ще се намери „по-силен мъж“, който да поеме управлението на държавата.
На 21 март 1918 г. Лудендорф предприема обща офанзива на западния фронт, като целта му е да разгроми англо-френските армии и да си осигури примирие, преди американците да са пристигнали в Европа. Той, обаче, надценява силите на армиите си – настъплението се проваля, а когато през есента на 1918 г. армиите на германските съюзници (Австро-Унгария, България и Турция) се разпадат, Лудендорф незабавно поисква преговори за примирие. Когато осъзнава сериозността на условията на примирието, той настоява войната да продължи. Щом вижда, че политическите лидери не са подготвени за това, той подава оставка, която приета от Вилхелм II на 26 октомври 1918 г. След това се оттегля в изгнание в Швеция. И докато по стар пруски обичай офицерите от генералния щаб поемат колективна пълна отговорност за всички решения, Лудендорф в края на войната заявява, че е бил единственият истински командир през конфликта. Той отстоява, че е бил лишен от победата от зли сили, които са действали задкулисно. Обявява се за жертва на предателство и поддържа тезата, че германската армия е била жертва на саботаж.
През следващите 19 години Лудендорф води странен живот. Той приема ролята на предаден и неразбран командир и участва в неуспешните преврати, организирани от Волфганг Кап през 1920 г. и от Адолф Хитлер през 1923 г. През 1925 г. се кандидатира за президент срещу бившия си боен другар Хинденбург, който вече е намразил. В периода 1924 – 1928 г. е член на парламента от Нацистката партия.
Лудендорф разработва теорията си на „тотална война“, която публикува в труда си Der Totale Krieg през 1935 г. В нея той се противопоставя на виждането на Карл фон Клаузевиц, който твърди, че доктрината на войната е просто разширение на политиката. Лудендорф твърди, че политиката следва да служи на провеждането на война и че мирът е нищо повече от промеждутък между войните.
Лудендорф винаги е имал слабост към жените. Първата му съпруга се развежда с мъжа си, за да се омъжи за Лудендорф. През 1926 г., обаче, той се развежда с нея, за да се ожени за невроложката и философката Матилде фон Кемниц. С нея той развива ненавист срещу злите задкулисни сили – евреите, християнството и масонството. Той забранява на императора да го направи граф, а също и на Хитлер да го повиши на фелдмаршал. Освен групата си от фанатизирани последователи, той е напълно изолиран. Когато през 1930-те години започва да предупреждава срещу тиранията на Хитлер, той не среща отклик.
Ерих Лудендорф умира на 20 декември 1937 г. в Мюнхен от рак на черния дроб. Много от старите войници го оплакват, но повечето от тях вече не го разбират.